# Hood to coast
天涯海角接力賽（Hood To Coast）是每年一度在美國奧勒岡州舉辦的接力賽跑，活動的時間大約勞動節前的週末，也就是八月的下旬左右，傳統來說都會挑選週五和週六兩天舉行。這是世界上最長也是規模最大的慢跑馬拉松接力賽（估計每一年會有12600跑者，總參與人數超過18000人，當中包括步行接力挑戰者和高中接力挑戰者）。這個馬拉松接力賽，被許多跑者認為是“一生中必要完成的賽事”，所以此活動同時連續在過去的22年當中，都報名額滿。該馬拉松接力賽總里程約為320公里（200英里），實際的長度每年會有1到5公里左右不等的變化，因為地形或火災之類種種的意外發生，比賽單位會適度的調整接力的路線，但原則上是從俄勒岡州的最高峰的胡德山上的Timberline Lodge起跑，通過波特蘭都會區，最後會抵達俄勒岡州海岸山脈上海濱小鎮的海邊。
步行挑戰者和高中隊可以分別選擇參加“波特蘭至海岸步行”或“波特蘭至海岸高中挑戰”，這兩個賽事都同時與天涯海角接力賽進行，但是起跑的地點在波特蘭市中心，而不是胡德山。

## 歷史
這個接力賽是由波特蘭建築師鮑勃·富特所發起，從他擔任俄勒岡州公路賽跑俱樂部主席時，開始舉辦這項賽事。在1982年的第一次接力賽中，只有八支隊伍，從Timberline跑到Kiwanda的海灘，太平洋城的附近。隨後，在1986年到1989年之間，接力賽開始迅速擴大到超過400隊，之後，除了比賽終點被轉移到奧勒岡州的Seaside這個地方之外，許多比賽的傳統一直被保留下來。
和許多企業一樣，天涯海角接力賽是由一個以營利為主的家族企業所舉辦。雖然長期以來癌症研究和慈善募款已經成為這個活動的合作夥伴，不過這個賽事並沒有很積極的宣傳。一直到2005年，富特發現自己罹患黑色素瘤，但隨後又治癒了，此後開始更積極推廣這個賽事以取得更多募款。在2013年間，為官方慈善合作夥伴普羅維登斯癌症中心以及美國癌症協會募得超過80萬美元，使之成為全美國第二大的公路賽癌症籌款計劃。
2006年，富特的女兒Felicia Hubber加入了家族企業管理的團隊中，擔任賽事總監和公司總裁。

## 比賽隊伍
這個比賽歡迎所有喜歡跑步的選手參加，但每年僅限於1,050隊報名參加，每隊12人；在過去15年來，每年被抽中獲得參賽的隊伍，以郵戳和註冊為憑證，從開放註冊一直到Opening當天，通常是上一年十月份以前抽出。“波特蘭至海岸步行”和“波特蘭至海岸高中挑戰”也設立隊伍數目上限，分別為400和50支隊伍，報名先到先得，額滿即止。

## 賽程
320公里（200英里）的接力賽程分別為36棒次，平均每個團隊共12名跑者，每位跑者必須跑三棒，整個賽程主要都在柏油路面上進行，只有一小部份會在人行道和砂土路面上進行比賽，每一棒的長度不同，從5.4公里（3.4英里）到12.5公里（7.8英里）；有的棒次幾乎都是平地，也有下坡和上坡的路段，所以，平均每個跑者實跑的里程約在21.9公里（13.6英里）到31.7公里（19.7英里）之間，每個棒次有不同難易度的差別，天涯海角接力賽，關門的時間是32小時，整體來說均速在10公里/1小時左右。
每一個隊伍在比賽之前，都必須先提交所有隊員的跑步成績給大會做參考，以決定每一個隊伍出發的先後順序，原則上速度愈快的跑者隊伍會愈晚出發，而平均成績較差的隊伍會優先出發，以確保整個行程的順暢，同時，讓所有的隊伍可以一同抵達終點。
賽程開始於廷伯萊恩Timberline Lodge在胡德山的6,000英尺（1,800米）海拔的山上，一路跑下廷伯萊恩山，第一棒的跑者就必須下降2000英尺（610米）在海拔超過約6英里（9.7公里）長的公路上一路下坡到州政府露營區，第二棒則從露營區一路跑下到 Rhododendron，光是這兩棒的組合，海拔落差超過700米，長度約10英里（16公里）。
跑步路線接著進入美國西部沿岸，26號公路上名為桑迪和格雷沙姆的小鎮，這條路線會沿著山泉走廊步道，一直跑到波特蘭東南方的Sellwood，然後繼續向北沿威拉米特河步道和霍桑橋（Hawthorne Bridge），向西進入波特蘭市中心，穿越霍桑橋後，選手繼續向北沿威拉米特河西岸市區，跑經美國30號公路到聖海倫，從那裡開始，路線穿過丘陵上的村莊，這個路段經常是未鋪砌的泥土路面，於此同時，波特蘭海岸城接力賽和高中的挑戰接力賽，則進行24棒次（130英里），從霍桑橋在波特蘭市中心出發，這些接力賽的每個參賽者，每人則會輪到兩棒。

## 後勤和氣候狀況
每一個參加接力賽的隊伍，可以駕駛兩台標準大小的廂型車，或者稱之為麵包車，這兩台麵包車一路上替他們的選手進行補給，在某些特別窄小的路線上，麵包車必須繞道行駛，以紓緩交通擠塞避免塞車的發生，大部份參加比賽的團隊，通常會取一些有創意或好笑的隊名，並根據隊名或主題裝飾自己的車輛，這也是比賽過程最精彩的項目之一，比賽單位在最後，會宣布最富創意和最有意思的隊名，給予特殊的獎項，同時，將由大會的工作人員（大多是志工）票選出設計得最好，塗鴉得最棒的麵包車和裝備最亮眼的接力賽團隊，在週六下午的頒獎典禮公布，並在HTC（Hood to coast）的網站發布得獎隊伍。
所有參賽的隊伍必須自己準備所有的食物和水，並確保一路上的安全，整個路線上沒有援助站或警察進行交通管制，得獎的隊伍也不會有實質的獎金獲得，但是，沿路上當地的學校和教堂，會提供可以睡眠、休息、停車的區域，也會有路人和居民，象徵性的提供跑者食物和淋浴的服務，這些熱心的民眾鼓勵參賽者比賽，來替代他們捐贈給慈善單位的善心。
參賽隊伍在比賽中被分成純男生隊伍、純女生隊伍和男女混合隊伍，年齡上的分級，則是以最年輕參賽者的年齡為主，另外還有贊助企業的隊伍幾種。
所有報名參賽的隊伍中，至少要有一個成員是生活在波特蘭的90英里（140公里）的範圍內，這些隊伍也必須提供3名志工，以保證有足夠的人力來協助比賽的進行。

## 贊助商
活動最大的贊助商之一NIKE，同樣出身於波特蘭的企業，也是世界知名運動用品品牌，一直是天涯海角接力賽最大的贊助商；NIKE每一年協助大會進行募款、義賣活動T恤、提供人力資源等工作，以協助活動的順利進行，同時，NIKE每年提供來自世界各國的NIKER（在Nike公司工作的員工）飛往波特蘭參加接力賽，一般是以國家為單位，每個國家的Nike公司會贊助1-2個隊伍參加，利用這項馬拉松賽事來鼓勵他們的員工運動，同時，也會贊助一些熱愛運動的明星，或是具有影響力的人員組隊參加，其目的除了推廣慢跑運動外，更重要的是將這些報名的費用捐贈給慈善機構。每一年活動賽末在海灘的終點，NIKE會搭起巨大帳篷群供他們參賽的員工休息、當中並提供餐點、飲料、趣味活動，還有一些紀念性的贈品。

## 外部連結
官方網站: http://hoodtocoastrelay.com/（页面存档备份，存于）
活動相關文章參考：李芳茹-地表最長接力賽（页面存档备份，存于）